# Julian Vahle
Julian Vahle (Huizen, 29 maart 1997) is een Nederlands sing-songwriter, artiest en producer. Hij is vooral bekend van het produceren van nummers voor Roxy Dekker, Luna van Kampen en de Bankzitters.

## Persoonlijk
Vahle is geboren in Huizen. Hij is het eerste kind van presentatrice Linda de Mol en regisseur Sander Vahle. Julian heeft één zus: Noa Vahle.